# Paolo Sassanelli
Paolo Sassanelli (Bari, 29 ottobre 1958) è un attore, sceneggiatore e regista italiano.

## Biografia
Nasce a Bari per poi trasferirsi a Milano; ma all'età di 14 anni torna a vivere nella città di nascita e inizia a studiare al Piccolo Teatro di Bari, proseguendo la sua carriera con la compagnia teatrale La Tarumba. Ha preso parte a vari film, ma il suo successo è legato soprattutto alle fiction: in Classe di ferro interpreta il fante Gabriele Serra, in ambedue le serie. Nel telefilm Un medico in famiglia ha interpretato il dottor Oscar Nobili in tutte le dieci stagioni. Nella serie L'ispettore Coliandro dalla seconda stagione veste i panni dell'ispettore Gamberini.
Nel 2000 è uno dei protagonisti del film LaCapaGira di Alessandro Piva; nello stesso anno, insieme a Totò Onnis, è uno dei due attori principali di Falene di Andrej Longo, uno spettacolo con la regia di Marcello Cotugno; lo spettacolo avrà così tanto successo da essere trasformato in un lungometraggio nel 2009, con la regia di Andres Arce Maldonado e Gabriella Cristiani. Anche dopo l’uscita del film, lo spettacolo ha continuato a girare nei teatri italiani fino al 2016. Nel 2001 interpreta Nanni, nel film " senza filtro".
In Compagni di scuola, è affiancato da Massimo Lopez: la serie viene trasmessa da Rai 2 nel 2001. Nella serie Raccontami recita nel ruolo dell'avvocato Ludovico Terenzi; nel cast appaiono due attrici, anch'esse originarie di Bari: Lunetta Savino e Mariolina De Fano. Dal 2008 interpreta l'ispettore Gamberini nella serie televisiva L'ispettore Coliandro.
Si cimenta alla regia nel 2009 con il corto Uerra, a tema comico e ambientazione nell'Italia post-bellica, presentato il 10 settembre 2009 nella sezione Corto Cortissimo della 66ª Mostra internazionale d'arte cinematografica di Venezia, vincendo il premio come Miglior fiction nel 2010, nella rassegna In the Palace International Short film Festival. Nel 2010 finisce nella cinquina per i candidati come Miglior cortometraggio ai David di Donatello. L'anno successivo doppia Robert Fox in Wilde Salomé di Al Pacino.
Torna alla regia nel 2013 con il corto Ammore e viene selezionato nella cinquina dei finalisti dei David di Donatello 2013 e Corti d'argento 2014, e nel 2016 con Amore disperato, adattamento di una drammatica storia vera dello scrittore Roberto Moliterni e di Claudio Maccari. Con gli stessi autori porta avanti, in forma comica, il tema della crisi politica nel corto Un voto all'italiana (2017). Nel 2013 recita nel film Song'e Napule, per il quale ottiene un Nastro d'argento al migliore attore non protagonista. Nello stesso anno porta in giro Kitchen Stories - Storie di cucina, uno spettacolo sulla cucina pugliese. Quattro anni dopo scriverà una canzone intitolata Noi siamo il cuore della Puglia.
Nel 2017 gira il suo primo lungometraggio Due piccoli italiani. Nel 2018 il film viene selezionato fuori concorso al Bari International Film Festival per essere presentato in anteprima il 22 aprile al Teatro Petruzzelli. Nel febbraio 2018 fa da aiuto regista e consulente per il film Applausi ispirato all'omicidio di Elisa Claps. Il 3 maggio torna come regista a teatro in Doppio sogno di Arthur Schnitzler al Teatro Argot Studio di Roma. Nel 2020 partecipa, con ruoli secondari, alle fiction Tatort e Bella da morire.  
Nel 2021 torna a impersonare l'ispettore Gamberini ne L'ispettore Coliandro e interpreta Emanuele Pentasuglia nella serie TV Imma Tataranni - Sostituto procuratore. Nello stesso anno veste i panni di papa Clemente VII nel cortometraggio Il Moro di Daphne Di Cinto, recitando accanto ad Alberto Boubakar Malanchino e Andrea Melis. Nel 2022 è il protagonista del murales ritratto nel quartiere Carbonara 2 Santa Rita di Bari, per il cortometraggio Il Vecchio e il Muro commissionato dall'Inail Puglia con Cisl e Lilt di Bari per la prevenzione sulle malattie all'esposizione al sole a causa del lavoro. Nell'anno successivo interpreta il ruolo di Rocco Squillace ne I Bastardi di Pizzofalcone e dell'appuntato Antonio Pellecchia e braccio destro di Alessio Boni in Il metodo Fenoglio.

## Vita privata
È sposato con l'attrice e collega Marit Nissen: i due hanno una figlia di nome Lilian (1993) che ha seguito le orme dei genitori diventando regista di documentari e un figlio di nome Ian (2001) il quale debutta in TV da bambino in un episodio di Distretto di Polizia 9 e che ha interpretato il ruolo di  Cosimo nella fortunata serie televisiva Un medico in famiglia assieme ai genitori.

## Filmografia

### Attore

#### Cinema
- Don Chisciotte, regia di Maurizio Scaparro (1983)
- Le vigne di Meylan, regia di Rocco Cesareo (1993)
- Colpo di luna, regia di Alberto Simone (1995)
- Nella mischia, regia di Gianni Zanasi (1995)
- Terra di mezzo, regia di Matteo Garrone (1996)
- Ospiti, regia di Matteo Garrone (1998)
- Matrimoni, regia di Cristina Comencini (1998)
- Not Registred, regia di Nello Correale (1999)
- La vespa e la regina, regia di Antonello De Leo (1999)
- A domani, regia di Gianni Zanasi (1999)
- Fuori di me, regia di Gianni Zanasi (1999)
- LaCapaGira, regia di Alessandro Piva (2000)
- Sono positivo, regia di Cristiano Bortone (2000)
- Il fratello minore, regia di Stefano Gigli (2000)
- Estate romana, regia di Matteo Garrone (2000)
- Tandem, regia di Lucio Pellegrini (2000)
- L'ultima lezione, regia di Massimo Martella e Fabio Rosi (2001)
- Senza filtro, regia di Mimmo Raimondi (2001)
- Fate come noi, regia di Francesco Apolloni (2002)
- Sotto gli occhi di tutti, regia di Nello Correale (2003)
- Ora o mai più, regia di Lucio Pellegrini (2003)
- La vita che vorrei, regia di Giuseppe Piccioni (2004)
- La vita è breve ma la giornata è lunghissima, regia di Lucio Pellegrini e Gianni Zanasi (2004)
- Uomini e zanzare, regia di Susanna Nicchiarelli (2005)
- ...e se domani, regia di Giovanni La Parola (2005)
- Rosso come il cielo, regia di Cristiano Bortone (2006)
- Nicola, lì dove sorge il sole, regia di Vito Giuss Potenza (2006)
- Ma che ci faccio qui!, regia di Francesco Amato (2006)
- Last Minute Marocco, regia di Francesco Falaschi (2007)
- Giorni e nuvole, regia di Silvio Soldini (2007)
- Non pensarci, regia di Gianni Zanasi (2007)
- Giulia non esce la sera, regia di Giuseppe Piccioni (2008)
- La strategia degli affetti, regia di Dodo Fiori (2008)
- La casa sulle nuvole, regia di Claudio Giovannesi (2009)
- Falene, regia di Andres Arce Maldonado e Gabriella Cristiani (2009)
- Interferenze, regia di Alessandro Capitani e Alberto Mascia (2009)
- Ubaldo Terzani Horror Show, regia di Gabriele Albanesi (2010)
- Henry, regia di Alessandro Piva (2010)
- Figli delle stelle, regia di Lucio Pellegrini (2010)
- Questo mondo è per te, regia di Francesco Falaschi (2011)
- Senza arte né parte, regia di Giovanni Albanese (2011)
- Oltre il mare, regia di Cesare Fragnelli (2011)
- Paura 3D, regia di Manetti Bros. (2012)
- Cosimo e Nicole, regia di Francesco Amato (2012)
- Ti stimo fratello, regia di Giovanni Vernia e Paolo Uzzi (2012)
- Una domenica notte, regia di Giuseppe Marco Albano (2013)
- Tutti contro tutti, regia di Rolando Ravello (2013)
- Song'e Napule, regia dei Manetti Bros. (2013)
- Noi siamo Francesco, regia di Guendalina Zampagni (2013)
- Rex regia dei Manetti Bros (2014)
- Sei mai stata sulla Luna?, regia di Paolo Genovese (2015)
- Ameluk, regia di Mimmo Mancini (2015)
- In un posto bellissimo, regia di Giorgia Cecere (2015)
- Abbraccialo per me, regia di Vittorio Sindoni (2016)
- L'equilibrio, regia di Vincenzo Marra (2017)
- It's Fine, Anyway, regia di Pivio De Scalzi e Marcello Saurino (2018)
- Due piccoli italiani, regia di Paolo Sassanelli (2018)
- Youtopia, regia di Berardo Carboni (2018)
- Notti magiche, regia di Paolo Virzì (2018)
- Nevermind, regia di Eros Puglielli (2018)
- L'eroe, regia di Cristiano Anania (2019)
- Tutta un'altra vita, regia di Alessandro Pondi (2019)
- Tuttapposto, regia di Gianni Costantino (2019)
- Viaggio a sorpresa, regia di Roberto Baeli (2021)
- Sulla Giostra, regia di Giorgia Cecere (2021)
- Quasi Orfano, regia di Umberto Carteni (2022)
- La tentazione di esistere, regia di Fabio Pellegrini (2023)[29]
- Provincia Bianca, regia di Angelo Calculli (2023)
- Il Pirata - Memorie da Spoon River, regia di Cristiano Ciliberti (2023)
- Stolen Moments, regia di Stefano Landini (2024)[30]
- Taverna de Gaga, regia di Yasuhiro Hamano (2024)[31]
- C'è un posto nel mondo, regia di Francesco Falaschi (2024)
- Incanto, regia di Pier Paolo Paganelli (2025)

#### Televisione
- ...Se non avessi l'amore, regia di Leandro Castellani – film TV (1991)
- Classe di ferro – serie TV, 24 episodi (1989-1991)
- Italia chiamò – serie TV, episodio 1x03 (1992)
- Un commissario a Roma – serie TV, episodio 1x01 (1993)
- Faust – serie TV, episodio 3x05 (1996)
- Diamanten küßt man nicht, regia di Ulrich Stark – film TV (1997)
- Un medico in famiglia – serie TV (1998-2016)
- Tequila & Bonetti – serie TV, episodio 1x08 (2000)
- Il maresciallo Rocca – serie TV, episodio 3x02 (2001)
- Compagni di scuola – serie TV (2001)
- Padri, regia di Riccardo Donna – film TV (2002)
- Una famiglia per caso, regia di Camilla Costanzo e Alessio Cremonini – film TV (2003)
- Nebbie e delitti – serie TV, episodio 1x04 (2005)
- Padri e figli, regia di Gianfranco Albano e Gianni Zanasi – miniserie TV (2005)
- Codice rosso – serie TV (2006)
- Raccontami – serie TV (2006-2007)
- L'ispettore Coliandro – serie TV (2009)
- Non pensarci - La serie – serie TV (2009)
- I liceali 2 – serie TV (2009)
- Notte prima degli esami '82, regia di Elisabetta Marchetti – miniserie TV (2011)
- Un Natale per due, regia di Giambattista Avellino – film TV (2011)
- Nero Wolfe – serie TV, episodio 1x05 (2012)
- Rex - serie TV, episodio 4x01 (2013)
- Provaci ancora prof! – serie TV, solo quinta stagione (2013)
- Con il sole negli occhi, regia di Pupi Avati – serie TV (2015)
- Il bello delle donne... alcuni anni dopo – serie TV, episodio 1x04 (2016)
- Master of None – serie TV, episodio 2x01 (2017)
- Sotto copertura - La cattura di Zagaria – serie TV, episodio 2x01 (2017)
- Tatort – serie TV, episodi 1042 e 1147 (2017-2020)
- Buonasera Presidente - Giovanni Leone, regia di Giacomo Faenza e Davide Minnella, episodio 2 (2019)
- Imma Tataranni - Sostituto procuratore – serie TV (2019-in corso)
- Passeggeri notturni – serie TV, episodio 6 (2020)
- Bella da morire, regia di Andrea Molaioli – miniserie TV (2020)
- The First Team – serie TV (2020)
- Più forti del destino, regia di Alexis Sweet – miniserie TV (2022)
- Mina Settembre – serie TV (2022)
- I bastardi di Pizzofalcone 4, regia di Monica Vullo e Riccardo Mosca – serie TV (2023)
- Il metodo Fenoglio - L'estate fredda – serie TV (2023)

#### Cortometraggi
- Facciamo che io ero, regia di Vincenzo Scuccimarra (1997)
- Cassa veloce, regia di Francesco Falaschi (2002)
- Offerta della settimana, regia di Susanna Nicchiarelli (2002)
- L'albero dei mattoni, regia di Roberto Zaccaria (2002)
- Cronaca rosa, regia di Stefania Girolami Goodwin (2003)
- Aria, regia di Claudio Noce (2005)
- Naufragi di Don Chisciotte, regia di Dominick Tambasco (2005)
- Quartiere Isola, regia di Alessandro Lunardelli (2006)
- Nonsostare, regia di Gianluca Sportelli (2008)
- La preda, regia di Francesco Apice (2009)
- Fuori porta, regia di Giuseppe Dinolardo (2009)
- L'occasione, regia di Alessandro Capitani (2010)
- Il caso Carretta, regia di Manetti Bros. (2010)
- Il bando, regia di Gianluca Sportelli (2011)
- Una commedia italiana che non fa ridere, regia di Luca D'Ascanio (2012)
- Perché le lancette dell'orologio girano nel senso delle lancette dell'orologio?, regia di Francesco Costantini (2012)
- Nicola lo scienziato, regia di Mario Bucci (2012)
- Fratelli minori, regia di Carmen Giardina (2013)
- Il potere dell'oro rosso, regia di Davide Minnella (2015)
- Gian Giacomo dell’Acaya, prodotto da Hgv Italia (2015) in proiezione al Castello di Copertino LE;
- La spes, regia di Susy Laude (2016)
- Millelire, regia di Angelo Calculli e Vito Cea (2016)
- L'appuntamento, regia di Vito Cea (2017)
- Compagni di viaggio, regia di Sara De Martino (2020)[32]
- Il Moro, regia di Daphne di Cinto (2021)[33]
- Castelli di Sabbia, regia di Lilian Sassanelli (2021)
- Alla corte di Carlo De Mari prodotto da Hgv Italia (2021), in proiezione al Palazzo De Mari ad Acquaviva delle Fonti BA
- Il Vecchio ed il Muro, regia di Antonio Palumbo (2022)[34]
- Raimondo Di Sangro, prodotto da Hgv Italia (2023), sarà proiettato alla Biblioteca di Torremaggiore FG.

### Regista

#### Lungometraggi
- Due piccoli italiani (2017)

#### Cortometraggi
- Belli capelli (2003)
- Uerra (2009)
- Ammore (2013)
- Amore disperato (2016)
- Un voto all'italiana (2017)

## Teatro
- L'età dell'oro dei conquistatori di Lope de Vega, regia di Saverio Capozzi (1979)
- Girotondo di Arthur Schnitzler, regia di Guglielmo Ferraiola (1980-1981)
- Don Cristobal e donna Rosita di Federico Garcia Lorca, regia di Guglielmo Ferraiola (1982-1983)
- Perseo e Andromeda di Jules Laforgue, regia di Guglielmo Ferraiola (1982-1983)
- La vera storia di Italo Calvino, regia di Maurizio Scaparro (1984)
- Il fu Mattia Pascal di Tullio Kezich da Luigi Pirandello, regia di Maurizio Scaparro (1986-1987)[35][36]
- Sogno di una notte d'estate di William Shakespeare, regia di Bernardi (1988)
- Il principe e l'aviatore di Antoine de Saint-Exupéry, regia di Paolo Comentale (1989)
- Viva gli sposi di Nino Manfredi, regia di Nino Manfredi, prodotta dal Teatro Eliseo e Nino Manfredi (1989-1990)
- Aspettando Godot di Samuel Beckett, regia di Marinella Anaclerio (1990-1992)
- Buio interno di Luca De Bei, regia di Marinella Anaclerio (1991-1994)
- La locandiera di Carlo Goldoni, regia di Marinella Anaclerio, prodotto da Compagnia di Beato e Angelica (1992-1994+2001-2002)
- Lontano dal cuore di Luca De Bei, regia di Marinella Anaclerio (1993-1994)
- La liberazione di Prometeo di Heiner Muller, regia di Heiner Goebbels (1993)
- Medea Nova, regia di Vito Signorile (1995-1998)
- Salvataggi, regia di Dominick Tambasco (1997)
- L'Histoire du soldat di Igor' Fëdorovič Stravinskij, regia di Paolo Sassanelli (1997)
- Fanciulli di Luca De Bei, regia di Pierpaolo Sepe (1997-1998)
- La verità, vi prego, sull'amore! di Francesco Apolloni, regia di Francesco Apolloni (1998)[37]
- Drummers di Simon Bennett, regia di Marcello Cotugno (2000)
- Falene di Andrej Longo, regia di Marcello Cotugno (2000-2016)
- Simpatico di Sam Shepard con Rocco Papaleo (2000-2001)[38]
- Bash di Neil LaBute, regia di Marcello Cotugno (2001-2006)
- Closer di Patrick Marber, regia di Marcello Cotugno (2003)
- Stitching (Lo strappo) di Anthony Neilson, regia di Pierpaolo Sepe prodotto da Compagnia Rep Gruppo Danny Rose (2003-2012)
- Le parole non contano di Valentina Capecci, regia di Giulio Manfredonia (2003-2007)
- Vita da uomini, regia di Pierpaolo Sepe prodotto da Edizioni Interculturali per il Festival SportOpera (2004)[39]
- The Lonesome West di Martin Mc Donagh, regia di Pierpaolo Sepe (2004)
- Buca di sabbia di Michal Walczak, regia di Pierpaolo Sepe (2005)
- Il custode di Harold Pinter, regia di Pierpaolo Sepe (2006)
- Chinese Coffee di Ira Lewis, regia di Pierpaolo Sepe (2010)
- Girotondo di Arthur Schnitzler, regia di Paolo Sassanelli (2010-2012)
- Servo per due di Richard Bean, regia di Paolo Sassanelli e Pierfrancesco Favino, prodotto da Compagnia Gli Ipocriti (2013-2016)
- Kitchen Stories - Storie di cucina di Paolo Sassanelli e Mario De Vivo, regia di Paolo Sassanelli, prodotto da Mario De Vivo (2013-2018)[16]
- La leggenda del favoloso Django Reinhardt di Paolo Sassanelli, Luciano Scarpa e Bianca Melasecchi, regia di Paolo Sassanelli, prodotto da Compagnia Rep Gruppo Danny Rose (2014-2017)
- Signori in carrozza di Andrej Longo, regia di Paolo Sassanelli, prodotto da Compagnia Gli Ipocriti (2015-2017)
- La controra di Anton Cechov, regia di Paolo Sassanelli e Pierfrancesco Favino, prodotto da Compagnia Gli Ipocriti e Fondazione Teatro della Toscana (2016)
- Traumnovelle - Doppio sogno di Arthur Schnitzler, regia di Paolo Sassanelli, prodotto da Teatro Argot Studio (2018)
- La leggenda Paganini di Paolo Sassanelli, Biancamaria Melasecchi e Filippo Michelangeli, regia di Paolo Sassanelli, prodotto da AidaStudio (2017-in corso)
- Faragola - Il figlio di mio figlio di Christian di Furia, regia di Michela Casiere, regia multimediale di Andrea Pontone, prodotto da AvlTek e Clab Studio per il Teatro Umberto Giordano di Foggia (2019)[40]
- La donna Leopardo di Alberto Moravia, regia di Michela Cescon, adattamento drammaturgico curato da Lorenzo Pavolini e Michela Cescon, prodotto da Teatro di Dioniso, Teatro Stabile del Veneto con il sostegno Banca Intesa (2019)[41]
- Studio per un Giulio Cesare di William Shakespeare, regia di Paolo Sassanelli (2021)[42]
- Volevo fare l'attore di e regia di Paolo Sassanelli, prodotto dal Gruppo Abeliano in collaborazione con il Teatro Pubblico Pugliese (2021)[43]
- Quanto basta di e regia di Alessandro Piva (2021-2024)[44]
- Vamos con Dino Abbrescia, regia di Susy Laude (2022)[45]
- La signora del martedì di Massimo Carlotto con Giuliana De Sio ed Alessandro Haber, regia di Pierpaolo Sepe (2023-2024)[46]
- Otello di William Shakespeare, regia di Marco Carniti, prodotto da Politeama s.r.l. (2023)[47]
- Stitching di Anthony Neilson, regia di Paolo Sassanelli, prodotto da Orazio Rotolo Schifone con il supporto di Artisti 7607 (2023)[48]
- Rosenkranz e Guildestern sono morti di Tom Stoppard, traduzione di Lia Cuttitta, regia di Alberto Rizzi con Francesco Pannofino e Francesco Acquaroli (2025)[48]

## Audiolibri
- Viaggio al centro della terra di Jules Verne, letto da Paolo Sassanelli, Biancoenero Edizioni, 2014 ISBN 978-88-89921-67-8
- Django - La leggenda del plettro d'oro di Paolo Sassanelli e Luca Pirozzi, letto da Paolo Sassanelli, Curci Young, 2016 ISBN 978-88-6395-199-8

## Discografia

### Singoli
- 2000 - Giast, Paolo Sassanelli e Giuliano Taviani - Fuori di me (Soundtrack)
- 2000 - Dentro di te, Paolo Sassanelli e Giuliano Taviani - Fuori di me (Soundtrack)
- 2014 - Strano paese, Paolo Sassanelli e altri - Il mio Gargano
- 2014 - Il domani visto da qui, Musica da Ripostiglio feat. Paolo Sassanelli[49]
- 2017 - Noi siamo il cuore della Puglia - Paolo Sassanelli

## Riconoscimenti
- David di Donatello
  - 2009 – Candidatura come miglior cortometraggio per Uerra
  - 2013 – Candidatura come miglior cortometraggio per Ammore[50]

- Nastro d'argento
  - 2010 – Menzione speciale per l'interpretazione in La preda[51]
  - 2014 – Premio miglior attore non protagonista per il film Song'e Napule[13][14]

- Festival internazionale del cinema di Berlino
  - 1995 – Premio per l'interpretazione al cast di Colpo di luna

- Festival de Cine Italiano de Madrid
  - 2009 - Menzione speciale per il cortometraggio Uerra

- Festival internazionale del film di Roma
  - 2012 –  Premio L.A.R.A. (Libera associazione rappresentanza di artisti) al miglior interprete italiano per il film Cosimo e Nicole[52][53]

- Arcipelago Film Festival
  - 2013 - Primo premio concorso nazionale ad Ammore

- Asti Film Festival
  - 2018 - Premio miglior attore per il film Due piccoli italiani[54]

- Festival del Cinema di Frontiera
  - 2018 - Premio dal Presidente della camera per il film Due piccoli italiani